# إدي بيريز
إدي بيريز (بالإنجليزية: Eddie Perez) هو سياسي أمريكي، ولد في 1957 في الولايات المتحدة. حزبياً، نشط في الحزب الديمقراطي. وقد انتخب عمدة هارتفورد، كونيتيكت, كونيتيكت ‏ (2001 – 25 يونيو 2010).